# Hofanlage Dalsper 26
Die Hofanlage Dalsper 26 im niedersächsischen Elsfleth-Dalsper im Landkreis Wesermarsch stammt aus dem  18. und 19. Jahrhundert. Aktuell (2023) wird sie als Wohnhaus, als Ferienwohnung, gewerblich und wohl landwirtschaftlich genutzt.
Die Gebäude stehen unter Denkmalschutz (siehe auch Liste der Baudenkmale in Dalsper).

## Beschreibung und Geschichte
Die Marschhufensiedlung Moorriem mit der mittigen Bauerschaft Dalsper erstreckt sich über etwa 16 Kilometer, wurde nach 1062 gegründet und erhielt im 14. Jahrhundert die heutige Struktur mit den schmalen, oft extrem langgestreckten Parzellen. Im Abstand von ca. 50 bis 100 Metern liegen zahlreiche Hofstellen auf Wurten.
Diese Hofanlage auf einer Wurt besteht aus
- dem eingeschossigen giebelständigen Wohn- und Wirtschaftsgebäude vom Ende des 18. Jahrhunderts (um 1790) als Zweiständer-Hallenhaus in Fachwerk mit Steinausfachungen, mit auf profilierten Knaggen vorkragendem reetgedeckten Krüppelwalmdach (im Wirtschaftsteil höher), Niedersachsengiebeln mit Uhlenloch und der Grooten Door; die Traufseiten wurden teilweise in Backstein erneuert,[2]
  - dem jüngeren südlichen rechten traufständigen Stallanbau am Wirtschaftsteil in Backstein,

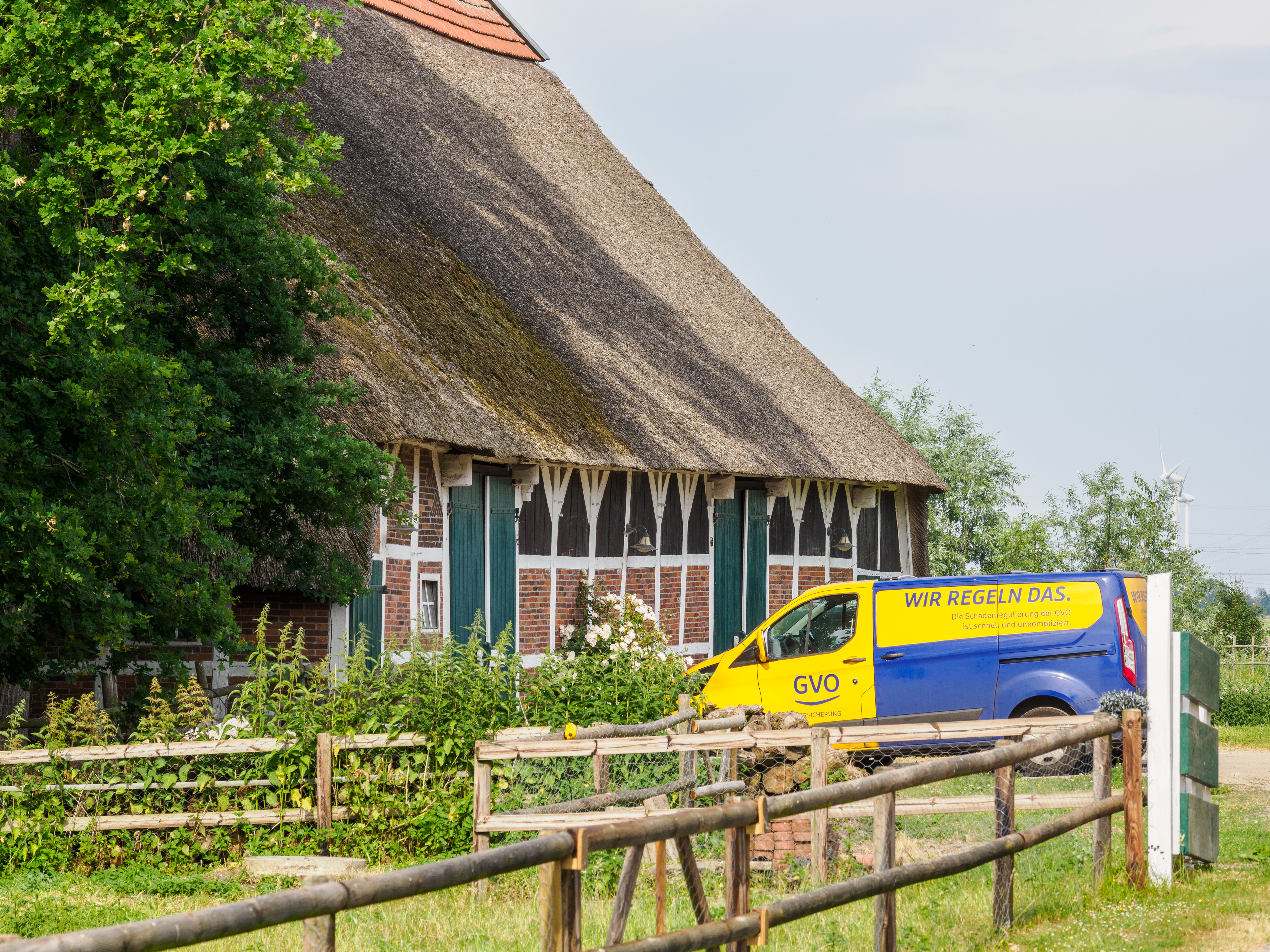
Scheune

- der giebelständigen linken Scheune von 1826 (Inschrift) in Ankerbalkenkonstruktion und Fachwerk mit zumeist Steinausfachungen, teils verbohlt, sowie mit reetgedecktem Walmdach, Niedersachsengiebeln, Querdurchfahrt und an beiden Schmalseiten Kübbungen, nach Brand wiederaufgebaut[3]
- sowie weiteren nicht denkmalgeschützten Nebenanlagen.

Das Landesdenkmalamt befand: „… Hofanlagen Dalsper 26 / Dalsper Hellmer 1 … geschichtliche und städtebaulichen Bedeutung … als beispielhafte Gruppe von zwei nebeneinanderliegenden Hofanlagen …“